# Biflustra laboriosa
Biflustra laboriosa är en mossdjursart som beskrevs av Tilbrook 2006. Biflustra laboriosa ingår i släktet Biflustra och familjen Membraniporidae. Inga underarter finns listade i Catalogue of Life.